# Чемпіонат Сумської області з футболу
Чемпіонат Сумської області з футболу — обласні футбольні змагання серед аматорських команд. Проводяться під егідою Асоціації футболу Сумської області.

## Усі призери
| Сезон     | Чемпіон                                     | 2 місце                                            | 3 місце                                                             |
| 1952      | «Машинобудівник» (Суми)                     |                                                    |                                                                     |
| 1953      | «Торпедо» (Суми)                            |                                                    |                                                                     |
| 1954      | «Торпедо» (Суми)                            |                                                    |                                                                     |
| 1955      | «Хімік» (Шостка)                            |                                                    |                                                                     |
| 1956      | «Насосник» (Суми)                           |                                                    |                                                                     |
| 1957      | «Буревісник» (Шостка)                       |                                                    |                                                                     |
| 1958      | «Насосник» (Суми)                           |                                                    |                                                                     |
| 1959      | «Авангард» (Шостка)                         |                                                    |                                                                     |
| 1960      | «Авангард» (Конотоп)                        |                                                    |                                                                     |
| 1961      | «Екран» (Шостка)                            |                                                    |                                                                     |
| 1962      | СВАДКУ (Суми)                               |                                                    |                                                                     |
| 1963      | «Торпедо» (Суми)                            |                                                    |                                                                     |
| 1964      | «Електрон» (Ромни)                          |                                                    |                                                                     |
| 1965      | «Екран» (Шостка)                            |                                                    |                                                                     |
| 1966      | «Харчовик» (Суми)                           |                                                    |                                                                     |
| 1967      | «Харчовик» (Суми)                           |                                                    |                                                                     |
| 1968      | «Шахтар» (Конотоп)                          |                                                    |                                                                     |
| 1969      | «Харчовик» (Суми)                           |                                                    |                                                                     |
| 1970      | СВАДКУ (Суми)                               |                                                    |                                                                     |
| 1971      | «Фрунзенець» (Суми)                         |                                                    |                                                                     |
| 1972      | «Фрунзенець» (Суми)                         |                                                    |                                                                     |
| 1973      | «Фрунзенець» (Суми)                         |                                                    |                                                                     |
| 1974      | «Свема» (Шостка)                            |                                                    |                                                                     |
| 1975      | «Фрунзенець» (Суми)                         |                                                    |                                                                     |
| 1976      | «Електрон» (Ромни)                          |                                                    |                                                                     |
| 1977      | «Фрунзенець» (Суми)                         |                                                    |                                                                     |
| 1978      | «Фрунзенець» (Суми)                         |                                                    |                                                                     |
| 1979      | «Фрунзенець» (Суми)                         |                                                    |                                                                     |
| 1980      | «Фрунзенець» (Суми)                         |                                                    |                                                                     |
| 1981      | «Фрунзенець» (Суми)                         | «Нафтовик» (Охтирка)                               | «Ливарник» (Суми)                                                   |
| 1982      | «Ливарник» (Суми)                           |                                                    |                                                                     |
| 1983      | «Спартак» (Охтирка)                         |                                                    |                                                                     |
| 1984      | «Явір» (Краснопілля)                        | «Спартак» (Глухів)                                 |                                                                     |
| 1985      | «Фрунзенець» (Суми)                         | «Автомобіліст» (Суми)                              |                                                                     |
| 1986      | «Автомобіліст» (Суми)                       |                                                    |                                                                     |
| 1987      | «Фрунзенець» (Суми)                         |                                                    |                                                                     |
| 1988      | «Маяк» (Суми)                               | «Явір» (Краснопілля)                               | «Автомобіліст» (Лебедин)                                            |
| 1989      | «Фрунзенець» (Суми)                         | «Автомобіліст» (Суми)                              | «Спартак» (Глухів)                                                  |
| 1990      | «Автомобіліст» (Суми)                       | «Хімік» (Суми)                                     | «Вікторія» (Лебедин)                                                |
| 1991      | «Вікторія» (Лебедин)                        | «Хімік» (Суми)                                     | «Явір» (Краснопілля)                                                |
| 1992      | «Сирзавод» (Глухів)                         | «Спартак» (Охтирка)                                | «Будівельник» (Суми)                                                |
| 1993      | «Спартак» (Охтирка)                         | «Харчовик» (Попівка, Конотопський р-н)             | «Свема» (Шостка)                                                    |
| 1994      | «Свема» (Шостка)                            | «Фрунзенець» (Суми)                                | «Темп» (Червоне, Сумський р-н) / «Арматурник» (Кролевець)[джерело?] |
| 1995      | ФК «Шостка» (Шостка)                        | «Електрон» (Ромни)                                 | «Комерсант» (Конотоп)                                               |
| 1995/1996 | «Електрон» (Ромни)                          |                                                    |                                                                     |
| 1996/1997 | «Харчовик» (Попівка, Конотопський р-н)      | «Імпульс» (Шостка)                                 | «Аваль» (Глухів)                                                    |
| 1997/1998 | «Нафтовик-2» (Охтирка)                      | ФК «Шостка» (Шостка)                               | «Харчовик» (Попівка)                                                |
| 1998/1999 | «Фрунзенець-Ліга-99» (Суми)                 | «Нафтовик-2» (Охтирка)                             | «Харчовик» (Попівка, Конотопський р-н)                              |
| 2000      | «Електрон-2» (Ромни)                        | «Фрунзенець-Ліга-99» (Суми)                        | «Спартак» (Глухів)                                                  |
| 2001      | «Шахтар» (Конотоп)                          |                                                    |                                                                     |
| 2002      | «Нафтовик-2» (Охтирка)                      |                                                    |                                                                     |
| 2003      | «Нафтовик-2» (Охтирка)                      | «Шахтар» (Конотоп)                                 | «Спартак-Аваль» (Глухів)                                            |
| 2004      | «Шахтар» (Конотоп)                          | «Імпульс» (Шостка)                                 | «Електрон» (Ромни)                                                  |
| 2005      | «Нафтовик-2» (Охтирка)                      | «Надія-АПК» (Перехрестівка, Роменський р-н)        | «Шахтар» (Конотоп)                                                  |
| 2006      | «Шахтар» (Конотоп)                          | «Качанівський ГПЗ» (Мала Павлівка, Охтирський р-н) | «Ромни-Кондитер» (Ромни)                                            |
| 2007      | «Шахтар» (Конотоп)                          | «Сула» (Ромни)                                     | «Нафтовик-2» (Охтирка)                                              |
| 2008      | «Нафтовик-2» (Охтирка)                      | «Шахтар» (Конотоп)                                 | «СБК-Кондитер» (Ромни)                                              |
| 2009      | «Шахтар» (Конотоп)                          | «Автолюкс» (Суми)                                  | СБК (Ромни)                                                         |
| 2010      | «ОНПР-Укрнафта» (Охтирка)                   | «Шахтар» (Конотоп)                                 | «СНАУ-Автолюкс» (Суми)                                              |
| 2011      | «Дружба» (Дружба)                           | «Шахтар» (Конотоп)                                 | «СумДУ» (Суми)                                                      |
| 2012      | «Шахтар» (Конотоп)                          | «Локомотив» (Дружба)                               | «СКІФ-СДПУ» (Суми)                                                  |
| 2013      | «ОНПР-Укрнафта» (Охтирка)                   | «Локомотив» (Кролевець)                            | «Шахтар» (Конотоп)                                                  |
| 2014      | «Агробізнес TSK» (Ромни)                    | «Локомотив» (Кролевець)                            | «Спартак-СумБуд» (Суми)                                             |
| 2015      | «Агробізнес TSK» (Ромни)                    | «Вікторія» (Миколаївка, Білопільський р-н)         | «Спартак-Велетень» (Глухів)                                         |
| 2016      | «Агробізнес TSK» (Ромни)                    | «Вікторія» (Миколаївка, Білопільський р-н)         | «Локомотив» (Кролевець)                                             |
| 2017      | «Агробізнес TSK» (Ромни)                    | «Вікторія» (Миколаївка, Білопільський р-н)         | «Альянс» (Липова Долина)                                            |
| 2018      | «Альянс» (Липова Долина)                    | «Вікторія» (Миколаївка, Білопільський р-н)         | «LS Group» (Верхня Сироватка, Сумський р-н)                         |
| 2019      | «LS Group» (Верхня Сироватка, Сумський р-н) | «Тростянець-2» (Тростянець)                        | «Велетень» (Глухів)                                                 |
| 2020      | «Тростянець» (Тростянець)                   | «Нафтовик» (Охтирка)                               | «Велетень» (Глухів)                                                 |
| 2021      | «Велетень» (Глухів)                         | «Аграрник-Авангард» (Білопілля)                    | «Нафтовик» (Охтирка)                                                |
| 2022      | «Нафтовик» (Охтирка)                        | «Віталія» (Чернеча Слобода, Конотопський р-н)      | «Україна» (Токарі, Сумський р-н)                                    |
| 2023      | «Нафтовик» (Охтирка)                        | «Аграрник-Авангард» (Білопілля)                    | «Україна» (Токарі, Сумський р-н)                                    |
| 2024      | «Україна» (Токарі, Сумський р-н)            | «Аграрник-Авангард» (Білопілля)                    | «Колос» (Шостка)                                                    |

## Найтитулованіші клуби
- 13 — «Фрунзенець» (Суми) (включаючи «Фрунзенець-Ліга-99»)
- 9 — «Нафтовик» (Охтирка) (включаючи «ОНПР–Укрнафта», «Нафтовик-2»)
- 7 — «Шахтар» (Конотоп)
- 4 — «Електрон» (Ромни) (включаючи «Електрон-2»)
- 4 — «Агробізнес TSK» (Ромни)
- 3 — 3 клуби: «Торпедо» (Суми), «Харчовик» (Суми), «Свема» (Шостка)
- 2 — 6 клубів: «Насосник» (Суми), «Екран» (Шостка), СВАДКУ (Суми), «Автомобіліст» (Суми), «Спартак» (Охтирка), «LS Group» (Верхня Сировотка)
- 1 — 16 клубів